# Kwame Danso

Kwame Danso är en ort i centrala Ghana. Den är huvudort för distriktet Sene West, och folkmängden uppgick till 9 014 invånare vid folkräkningen 2010. Ytterligare några tusen invånare bor i omgivande samhällen som växt ihop med Kwame Danso, bland annat Kirenkuase i norr (4 998 invånare 2010).